# مایدان، شهرستان اوتووتسک
مایدان (لهستانی: Majdan) یک روستا در منطقه اداری در گمینا ویانزوونا واقع در شهرستان اوتووتسک استان ماسوویان در شرق مرکزی لهستان است. این روستا در ۶ کیلومتری شمال غربی ویانزوونا، ۱۰ کیلومتری شمال اوتووتسک و ۱۹ شرق ورشو قرار گرفته است. 